# Île Beaulieu
Pour les articles homonymes, voir Beaulieu.
L'île Beaulieu était une des anciennes îles situées sur la Loire à Nantes, qui constituait la partie est de l'actuelle île de Nantes (le nom désigne désormais l'un des quatre micro-quartiers de cette dernière). Cependant, pour un grand nombre de Nantais, le terme « île Beaulieu » reste une dénomination métonymique servant à désigner « île de Nantes ».

## Histoire
Des fouilles archéologiques ont permis de retrouver quelques armes vikings datant de l'occupation de Nantes par ces derniers au IXe siècle.[réf. nécessaire]
Le roi Louis XVIII l'érige en baronnie par lettre patente du 11 juillet 1820 au bénéfice de Jean Marion de Beaulieu, officier du génie.
À la fin du XIXe siècle, grâce aux ponts de la Vendée, elle se trouve sur le trajet ferroviaire de la ligne Nantes - Saintes.
Lors des travaux de comblements des bras secondaires de la Loire, elle a été agglomérée avec les îles voisines pour former ce que l'on appelle aujourd'hui l'« île de Nantes ».

### La ZAC Beaulieu
Après l'inauguration en 1966 des ponts Aristide-Briand et Georges-Clemenceau, formant la « deuxième ligne de ponts », reliés entre eux par le boulevard Général-De-Gaulle, à l'ouest de l'ancienne île Beaulieu, on décide de créer la « ZAC Beaulieu » destinée à urbaniser cette zone jusqu'alors occupée par des prairies.
L'un des premiers équipements à sortir de terre est le « centre commercial Beaulieu », autour duquel le nouveau quartier se développe, avec ses immeubles d'habitations ou de bureaux (l'Hôtel de Région, le Tripode, la Maison de l'Administration Nouvelle…), ainsi que des équipements culturels et sportifs (le Conservatoire régional de musique, le palais des sports de Beaulieu…). Cependant, une église et un cinéma qui étaient également prévu ne verront jamais le jour. Seul un couvent de Grands Carmes, le couvent Notre-Dame de Lumières, sera consacré le 16 avril 1994.
La partie est de l'ancienne île abrite aujourd'hui le parc de Beaulieu, un jardin public aménagé en CRAPA (Circuit Rustique d'Activités Physiques Aménagé), qui accueille de nombreux adeptes du jogging.
Depuis le 3 septembre 2010, elle est reliée à Saint-Sébastien-sur-Loire par le pont Léopold-Sédar-Senghor. Un deuxième ouvrage, le pont Éric-Tabarly, face au quartier Malakoff, a été inauguré le 17 juin 2011 et ouvert à la circulation deux jours plus tard.